# Gustav Adolfi Gümnaasium
Das Gustav Adolfi Gümnaasium (estnisch, auf Deutsch Gustav-Adolf-Gymnasium) ist die älteste noch existierende höhere Schule in Estland. Es blickt auf eine fast vierhundertjährige Geschichte zurück.

## Geschichte

### 17. Jahrhundert

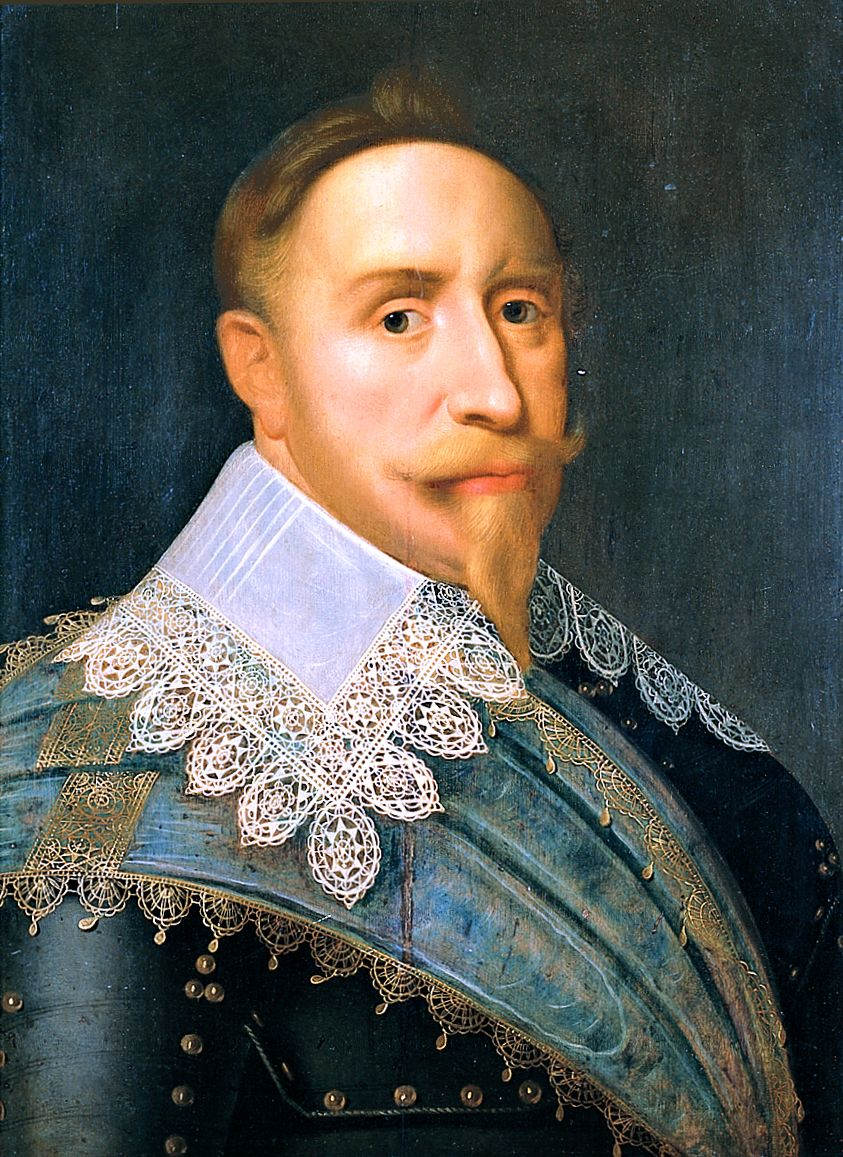
Der schwedische König Gustav II. Adolf rief das Gymnasium 1631 ins Leben

Im Polnisch-Schwedischen Krieg 1629 fielen Estland und Livland vollständig unter die schwedische Krone. Die schwedische Regierung hatte den Willen, den Bildungsstand der Region zu heben und vor allem lokale Regierungsbeamte, Theologen und Ärzte auszubilden. Zu den eingeleiteten Bildungsmaßnahmen gehörten unter anderem die Gründung der Universität in Tartu (Dorpat) 1632, die Einrichtung einer Druckerei in Tallinn 1633 und die Schaffung eines Jungengymnasiums für Adlige und Stadtbürger in der estnischen Hauptstadt.
Das heutige Gustav-Adolf-Gymnasium wurde am 16. Februar 1631 ins Leben gerufen. Die Gründung wurde durch den Tallinner Rat und die Estländische Ritterschaft unterstützt. König Gustav II. Adolf, der sich im Krieg in Deutschland befand, bestätigte die Gründung wenige Wochen später. Am 6. Juni 1631 wurde die Schule feierlich eingeweiht. Der erste Name der Schule war Revalsches Gymnasium (lateinisch Gymnasium Revaliense). Reval ist der historische deutsche Name der Stadt Tallinn.
Das Gymnasium ist die älteste höhere Schule in Tallinn. Die Oberstadt, der Tallinner Domberg, mit der vor Mitte des 14. Jahrhunderts gegründeten deutschsprachigen Ritter- und Domschule war bis Ende des 19. Jahrhunderts eine eigene Selbstverwaltungseinheit, die nicht zur Unterstadt, dem eigentlichen Tallinn (Reval), gehörte.
Von 1645 bis 1745 bot die Schule eine vierjährige Ausbildung an. Die Klassen waren unterteilt in quarta, tertia, secunda und als Abschlussklasse prima. Damals unterrichteten an dem Gymnasium vier Professoren und zwei Kollegen (Lehrer für die unteren Klassen). Die Schule wurde vom Rektor geleitet, der aus der Riege der Professoren gewählt wurde. Die Fächer waren Rhetorik, Poesie, Griechisch, Hebräisch, Mathematik, Theologie, Geschichte und Latein. Unterrichtssprache war größtenteils Latein. Ab 1654 ist die Schulbibliothek urkundlich belegt.

### 18. Jahrhundert
In Folge des Nordischen Krieges fiel Estland 1710 an das russische Reich. Die Schule wurde im selben Jahr in Kaiserliches Stadt-Gymnasium umbenannt. Ab 1725 wurde an der Schule auch Russisch unterrichtet. 1745 wurde eine fünfte Klasse (quinta) zum Curriculum hinzugefügt.

### 19. Jahrhundert
Ab Januar 1805 wurde die Schule im Zuge der Bildungsmaßnahmen von Zar Alexander I. reformiert und in Gouvernements-Gymnasium zu Reval umbenannt. Der Unterricht auf Latein wurde durch einen deutschsprachigen Unterricht ersetzt. An der Schule waren sieben Oberlehrer und fünf sog. „Wissenschaftliche Lehrer“ (Unterlehrer) tätig. Ab 1805 wurden an der Schule drei Klassen unterrichtet, ab 1821 fünf Klassen, ab 1861 sieben Klassen und ab 1890 acht Klassen.
1890 wurde die Schule erneut umbenannt. Sie erhielt den Namen Gymnasium des Kaisers Nikolai I. Im Zuge der zunehmenden Russifizierungspolitik des Zarenreichs fand der Unterricht ab 1892 nur noch in russischer Sprache statt. Unterhaltungen an der Schule in deutscher Sprache wurden verboten. 1905 wurde eine russische Schuluniform eingeführt.

### 20. Jahrhundert
Im Zusammenhang mit dem Ersten Weltkrieg wurde der Unterricht ab 1914 stark eingeschränkt. Die Schule wurde zum Krankenhaus umgestaltet.
Während der deutschen Besetzung Estlands von Februar bis November 1918 wurde das preußische Schulsystem auch am Gymnasium eingeführt. Unterricht fand in deutscher Sprache statt, zum Direktor wurde ein Deutsch-Balte ernannt. Die deutsche Besatzungsmacht gab der Schule nach ihrem Gründer den Namen Gustav Adolfi Gümnaasium.
Mit dem Zusammenbruch des Kaiserreichs, der Übernahme der Regierungsgewalt durch die estnische Regierung und dem Ausbruch des Estnischen Freiheitskriegs wurde die Schule am 6. Dezember 1918 für einige Monate geschlossen.
Mit dem modernen estnischen Schulgesetz von 1923 wurde das Gymnasium zu einer rein estnischsprachigen Bildungseinrichtung. Erste Fremdsprache war Deutsch; daneben wurden auch Englisch, Französisch, Russisch und Latein unterrichtet. Im selben Jahr wurde die Schule in Tallinna Linna Poeglaste Humanitaargümnaasium („Städtisches Jungengymnasium in Tallinn“) umbenannt. Mit der außenpolitischen Annäherung Estlands an die nordischen Staaten, insbesondere Schweden und Finnland, wurde die Schule 1932 wieder in Gustav Adolfi Gümnaasium umgetauft.
Mit der sowjetischen Besetzung Estlands wurde das Gymnasium 1940 in Tallinna 1. Keskkool („1. Tallinner Mittelschule“) umbenannt. Religionsunterricht und Philosophie wurden als Fächer verboten.
Mit der deutschen Besetzung Estlands (1941 bis 1944) erhielt die Schule wieder den alten Namen zurück. Die Lehrpläne wurde im Geist des deutschen Nationalsozialismus umgestaltet. Die Schule verlor auch ihr Gebäude, in das die Wehrmacht einzog.
Mit der Rückeroberung des Baltikums durch die Rote Armee begann die zweite sowjetische Besetzung Estlands. Das Gymnasium hieß bis zum Ende der Estnischen SSR wieder 1. Tallinner Mittelschule. Ab dem Schuljahr 1945/46 wurde zusätzlich zu den höheren Klassen auch Grundschulunterricht angeboten. Im Herbst 1950 wurde das bisherige Jungengymnasium zu einer koedukativen Schule.

### Gymnasium heute
1990, kurz vor der Loslösung Estlands von der Sowjetunion und der Wiedererlangung der Unabhängigkeit, beschloss die estnische Regierung, der Schule erneut den Namen des schwedischen Königs Gustav II. Adolf zu geben.
Heute gilt die Schule als Tallinner Elitegymnasium. Unterrichtet findet sowohl in der Primar- als auch in der Sekundarstufe statt. Etwa siebzig Lehrer unterrichten ca. 1.100 Schülerinnen und Schüler von der ersten bis zur zwölften Klasse.

## Schulkomplex

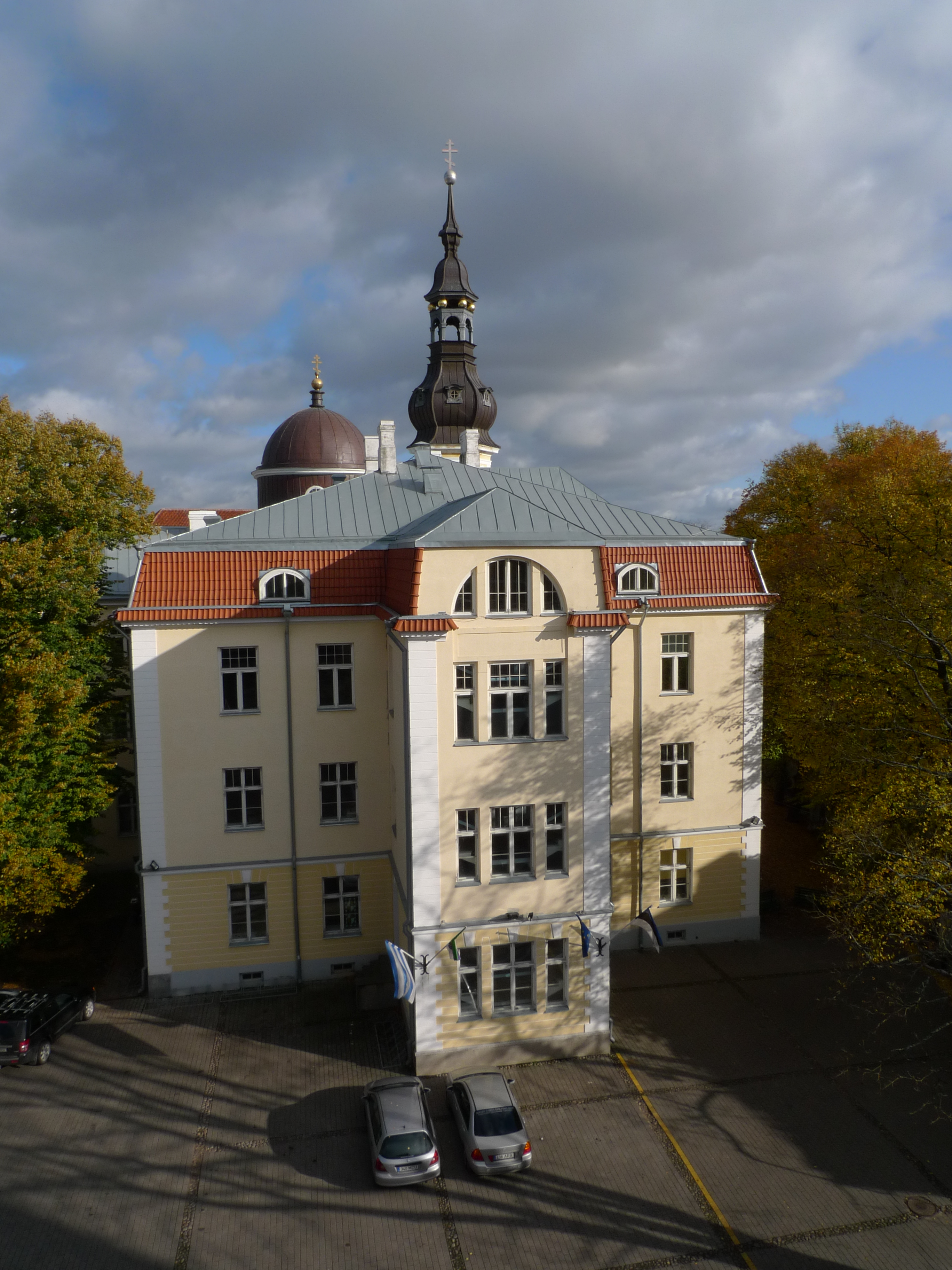
Das Schulgebäude am Rande der Tallinner Altstadt

Die Schule war zunächst im Westflügel des 1249 gegründeten Zisterzienserinnen-Klosters Sankt Michaelis in der Tallinner Altstadt untergebracht. Das Kloster war im 13. Jahrhundert gegründet worden. Es liegt direkt an der Tallinner Stadtmauer.
Heute befindet sich die Schule im Ostflügel des ehemaligen Klosters, der allerdings während verschiedener Jahrhunderte stark umgestaltet wurde. Ihr heutiges Aussehen erhielt die Schule 1910. Eine Turnhalle wurde 1912 an die Schule angegliedert. Die letzte umfassende Renovierung des Schulkomplexes stammt aus dem Jahr 2008.
2006 wurde ein kleines Schulmuseum eingeweiht.

## Namen der Schule
| Zeitraum  | Estnischer Name                               | Deutscher Name                                        |                              |
| --------- | --------------------------------------------- | ----------------------------------------------------- | ---------------------------- |
| 1631–1653 | Tallinna Gümnaasium                           | Revalsches Gymnasium                                  | Gymnasium Revaliense         |
| 1653–1710 | Tallinna Kuninglik Gümnaasium                 | Königliches Gymnasium in Reval                        |                              |
| 1710–1805 | Tallinna Linna Keiserlik Gümnaasium           | Kaiserliches Stadt-Gymnasium in Reval                 |                              |
| 1805–1890 | Tallinna Kubermangugümnaasium                 | Gouvernements-Gymnasium zu Reval                      |                              |
| 1890–1917 | Tallinna Nikolai I Gümnaasium                 | Gymnasium des Kaisers Nikolai I. zu Reval             |                              |
| 1917      | Tallinna Linna Poeglaste Gümnaasium           | Städtisches Knabengymnasium zu Reval                  |                              |
| 1918      | Gustav Adolfi Gümnaasium                      | Gustav-Adolf-Gymnasium                                |                              |
| 1918–1932 | Tallinna Linna Poeglaste Humanitaargümnaasium | Städtisches humanistisches Knabengymnasium in Tallinn |                              |
| 1932–1940 | Tallinna Linna Gustav Adolfi Gümnaasium       | Städtisches Gustav-Adolf-Gymnasium in Tallinn         |                              |
| 1940/41   | Tallinna 1. Keskkool                          | 1. Tallinner Mittelschule                             | Таллинская средняя школа № 1 |
| 1941–1944 | Gustav Adolfi Gümnaasium                      | Gustav-Adolf-Gymnasium                                |                              |
| 1944–1990 | Tallinna 1. Keskkool                          | 1. Tallinner Mittelschule                             | Таллинская средняя школа № 1 |
| seit 1991 | Gustav Adolfi Gümnaasium                      | Gustav-Adolf-Gymnasium                                |                              |

## Direktoren (Auswahl)
- Sigismund Evenius (1631/1632)
- Aleksis Kuusik (1919–1940 und 1944–1946)
- Helmi Viikholm (1962–1982)
- Ain Siimann (1982–2005)
- Hendrik Agur (seit 2005)

## Lehrer
- Carl Christian Friedrich Rein (1796–1862), Lehrer 1821–1834, dann Generalsuperintendent für das Gouvernement Estland

## Schüler
- Johann Christian Luther (1804–1853), lutherischer Theologe
- Johannes Heinrich Luther (1861–1932), lutherischer Theologe
- Feliks Kull (1903–1942), Fußball-, Bandy-, Eishockeyspieler und Offizier